# 凱蒂·彤絲朵
凱特·維多莉亞·“凱蒂”·彤絲朵（Kate Victoria "KT" Tunstall，1975年6月23日—），是一位蘇格蘭的創作歌手。她以在英國廣播公司的音樂節目《裘斯·荷蘭的晚間秀》（Later ... with Jools Holland）上一首現場獨唱的自創曲黑馬與櫻桃樹（Black Horse and the Cherry Tree）首度在觀眾面前亮相。凱蒂·彤絲朵至今在評論界享有不錯的評價，並曾獲全英音樂獎及葛萊美獎提名。

## 私人生活
凱蒂選擇以同音的「KT」代替本名「Katie」作為她的名字。她說，「『Kate』總讓我聯想到一個嬌媚的小姑娘，在農田裡為她的男人烤著麵包。我對那沒有任何偏見，我只是覺得，那不是我所想像作為一位搖滾明星的樣子。」同時，也與歌手凱特·瑪露（Katie Melua）做個區隔。
2005年，彤絲朵在一些粉絲把她與創作歌手蒂朵（Dido）的音樂做比較後，因公然抨擊蒂朵「她X的根本不會唱歌」而惹了一些爭議。凱蒂後來為此道歉，並表示她不想因此捲入公開的爭執。
彤絲朵並否認關於她是同性戀的傳言，同時澄清她首張專輯封面上的彩虹吊襪帶並不是代表同志的身分，她當時對此象徵並不知情。
2007年4月，彤絲朵動了外科手術，來矯正她因童年感染，而尺寸較一般人小的腎臟的位置。
2003年，彤絲朵開始與她樂團裡的鼓手路克·布倫交往。2007年的聖誕節，布倫在彤絲朵位於蘇格蘭聖安德魯斯的老家向她求婚，兩人並於2008年9月6日於蘇格蘭斯凱島的弗洛地格瑞鄉村別墅旅館結婚。
彤絲朵的外祖母是華人。

## 音樂作品

### 專輯

#### 早期作品
- 2000: Tracks in July
- 2003: Toons March '03

#### 錄音室專輯
- 2004: 望遠鏡下的愛情（Eye to the Telescope）
- 2006: 空心吉他狂想曲（KT Tunstall's Acoustic Extravaganza）
- 2007: 神乎奇技（Drastic Fantastic）
- 2010: 全副虎装（Tiger Suit）
- 2013: 隱形帝國 // 新月（Invisible Empire // Crescent Moon）

### 單曲與EP
- 2004: Stand-alone release
- 2004: False Alarm（EP）
- 2005: Black Horse and the Cherry Tree
- 2005: Other Side of the World
- 2005: Suddenly I See
- 2005: Under the Weather
- 2006: Another Place to Fall
- 2006: Ashes
- 2007：愛情來了（Hold On）
- 2007: Saving My Face
- 2008: If Only

## 相關網站
- 凱蒂·彤絲朵官方網站（页面存档备份，存于）
- 凱蒂·彤絲朵的MySpace主頁
- 凱蒂·彤絲朵日本官方網站
- 凱蒂·彤絲朵美國告示牌排行紀錄
- KT Tunstall在互联网电影资料库（IMDb）上的資料（英文）

[